# Plegapteryx camerunis
Plegapteryx camerunis är en fjärilsart som beskrevs av Embrik Strand. Plegapteryx camerunis ingår i släktet Plegapteryx och familjen mätare. Inga underarter finns listade i Catalogue of Life.